# 9–16 Caithness Row

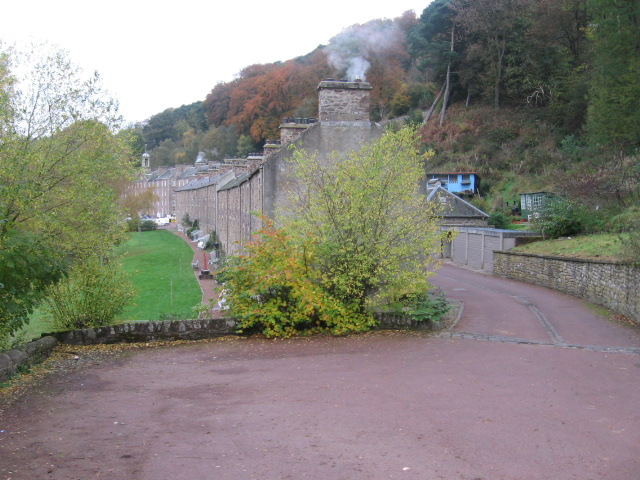
9–16 Caithness Row

Unter der Adresse 9–16 Caithness Row in der schottischen Industriesiedlung New Lanark in der Council Area South Lanarkshire befinden sich vier Wohngebäude. 1971 wurden sie in die schottischen Denkmallisten in der höchsten Denkmalkategorie A aufgenommen. Außerdem sind die Gebäude Teil des Weltkulturerbes New Lanark. Die Gebäudezeile ist direkt benachbart zu 1–8 Caithness Row.

## Geschichte
Die Gebäude wurden zwischen 1792 und 1793 erbaut. Eine historische Eintragung erläutert die Herkunft der Bezeichnung „Caithness Row“. Demnach strandete 1791 ein Emigrantenschiff auf dem Weg nach Maryland nach einem Sturm in Greenock. Der damalige Eigentümer der Industriemühle warb die aus den Highlands stammenden Emigranten an und versprach Wohnung zur Verfügung zu stellen. In der Folge wurde die Gebäudezeile errichtet und nach der in den Highlands gelegenen traditionellen Grafschaft Caithness benannt. Mit Schließung der Anlage im Jahre 1968 wurden die Gebäude restauriert.

## Beschreibung
Die Gebäudezeile liegt in erhabener Position am Nordostrand von New Lanark. Vier gleichförmige zweistöckige Wohnhäuser ziehen sich in geschlossener Bauweise entlang der Straße. Da die Gebäude in den Hang gebaut wurden, sind sie entlang der südwestexponierten Rückseite dreistöckig. Ihr Mauerwerk besteht aus Bruchstein, wobei Gebäudeöffnungen mit Naturstein abgesetzt sind. Beide abschließenden Giebelseiten sind mit Harl verputzt. Jedes Gebäude ist drei Achsen weit, sodass sich eine zwölf Achsen weite Front ergibt. Es wurden zwölfteilige Sprossenfenster verbaut. Sie flankieren die mittigen Holztüren, die über kurze Vortreppen zugänglich sind. Die abschließenden Satteldächer sind mit grauem Schiefer eingedeckt.